# Pavel Seliverstau
Pavel Seliverstau (né le 2 septembre 1996) est un athlète biélorusse, spécialiste du saut en hauteur.

## Carrière
Pavel Seliverstau connaît une progression en 2016 : le 16 juillet, il franchit une barre à 2,30 m, mais ne peut être retenu pour les Jeux olympiques de Rio car la performance a été réalisée trop tardivement. En fin de saison, il participe à son 1er meeting de Ligue de diamant à Zurich et se classe 5e avec 2,29 m.
Il ouvre sa saison hivernale 2017 fin décembre 2016 où il franchit dans un concours local 2,20 m. Le 21 janvier, à Hirson, il établit la meilleure performance mondiale de l'année en effaçant une barre à 2,28 m, son record personnel en salle. Il confirme ensuite à Karlsruhe où il remporte le concours avec 2,30 m, nouvelle MPMA puis à Banská Bystrica avec 2,31 m, toutefois battu par le Polonais Sylwester Bednarek (2,33 m, WL PB) et le Canadien champion olympique en titre Derek Drouin (2,33 m, WL).
Trois jours plus tard, à Trinec, Seliverstau améliore de nouveau cette marque en effaçant 2,32 m au 1er essai. Début mars, le Biélorusse décroche la médaille de bronze des championnats d'Europe en salle de Belgrade avec un saut à 2,27 m, derrière Sylwester Bednarek (2,32 m) et Robert Grabarz (2,30 m).
Moins en forme durant la saison estivale, Pavel Seliverstau ne franchit que 2,17 m pour une septième place aux championnats d'Europe d'athlétisme par équipes de Lille. Le mois suivant, il n'est que 5e aux championnats d'Europe espoirs avec 2,22 m, alors qu'il était le favori. Ainsi, il n'est pas retenu dans l'équipe de Biélorussie pour les championnats du monde de Londres. Durant cette saison estivale, il aura sauté au mieux 2,28 m à Opole et réussit une 3e place en Ligue de diamant, à Oslo (2,25 m).
Après des années de blessures le gardant loin du haut niveau, Pavel Seliverstau fait un retour inattendu au premier plan le 15 juin 2024, à 27 ans, lorsqu'il termine 2e des BRICS Games de Kazan en égalant son record personnel en plein air avec 2,30 m, battu seulement aux essais par le Russe Danil Lysenko.

## Palmarès
| Date | Compétition                        | Lieu                               | Résultat | Marque  |
| ---- | ---------------------------------- | ---------------------------------- | -------- | ------- |
| 2017 | Circuit mondial en salle de l'IAAF | Circuit mondial en salle de l'IAAF | 2e       | détails |
| 2017 | Championnats d'Europe en salle     | Belgrade                           | 3e       | 2,27 m  |
| 2017 | Championnats d'Europe par équipes  | Lille                              | 7e       | 2,17 m  |
| 2017 | Championnats d'Europe espoirs      | Bydgoszcz                          | 5e       | 2,22 m  |
| 2018 | Jeux mondiaux militaires           | Wuhan                              | 10e      | 2,05 m  |

## Records
| Épreuve         | Épreuve      | Marque | Lieu          | Date                         |
| --------------- | ------------ | ------ | ------------- | ---------------------------- |
| Saut en hauteur | En plein air | 2,30 m | Andújar Kazan | 16 juillet 2016 15 juin 2024 |
| Saut en hauteur | En salle     | 2,32 m | Třinec        | 11 février 2017              |